# تورکو ریپیر یارد
تورکو ریپیر یارد (فنلاندی: Turun Korjaustelakka Oy) شرکت کشتی‌سازی فنلاندی است، که در سال ۱۹۸۹ تأسیس شد.